# 아제르바이잔 주재 외국공관 목록

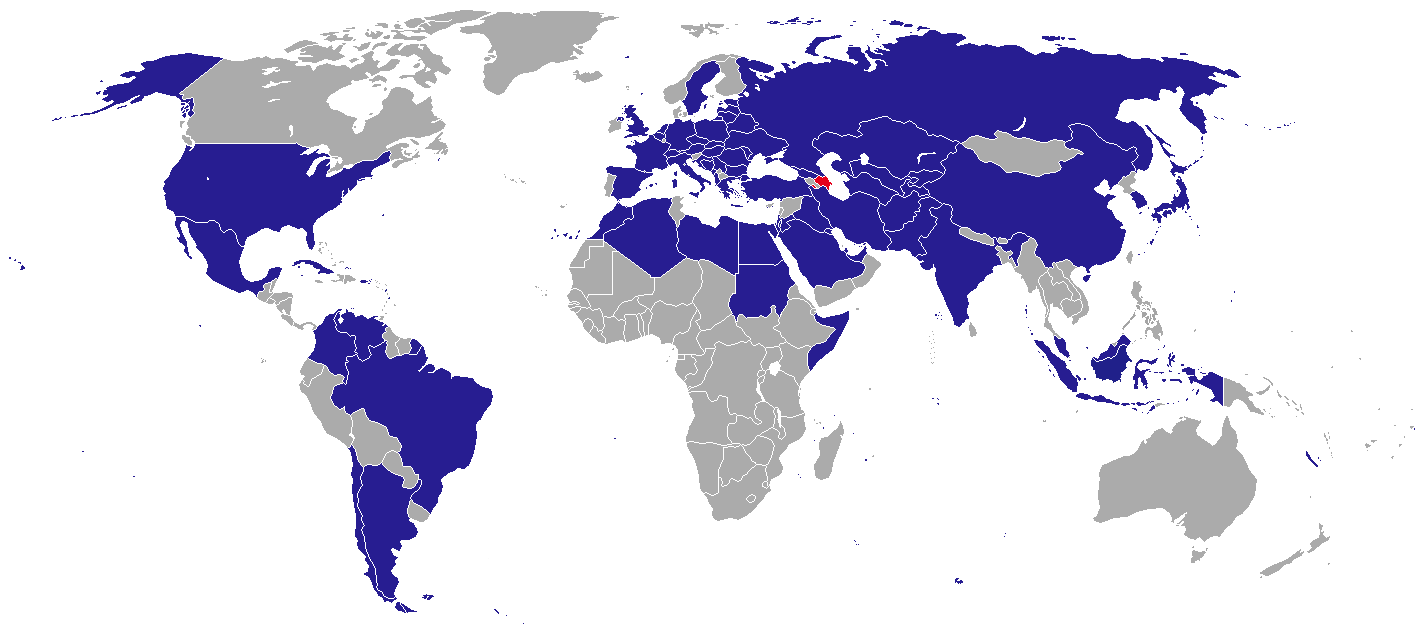
아제르바이잔에 파견된 상주공관들

아제르바이잔 주재 외국공관 목록은 아제르바이잔에 주재하는 외국공관(대사관 및 영사관)과 함께 아제르바이잔과 외교 관계는 수립했으나, 아제르바이잔에 공관을 설치하지 않은 국가에 대해 다룬다. 현재 바쿠에 대사관을 설치한 국가는 62개국이다.

## 대사관
바쿠
| - 아프가니스탄 - 알제리 - 아르헨티나 - 오스트리아 - 벨라루스 - 벨기에 - 브라질 - 불가리아 - 중국 - 콜롬비아 - 크로아티아 - 쿠바 - 체코 - 이집트 - 에스토니아 - 프랑스 - 조지아 - 독일 - 그리스 - 헝가리 - 인도 | - 인도네시아 - 이란 - 이라크 - 이스라엘 - 이탈리아 - 일본 - 요르단 - 카자흐스탄 - 대한민국 - 쿠웨이트 - 키르기스스탄 - 라트비아 - 리비아 - 리투아니아 - 말레이시아 - 멕시코 - 몰도바 - 모로코 - 네덜란드 - 노르웨이 - 파키스탄 | - 팔레스타인 - 폴란드 - 포르투갈 - 카타르 - 루마니아 - 러시아 - 사우디아라비아 - 세르비아 - 스페인 - 수단 - 스웨덴 - 스위스 - 타지키스탄 - 튀르키예 - 투르크메니스탄 - 우크라이나 - 아랍에미리트 - 영국 - 미국 - 우즈베키스탄 |

## 대표부 및 사무소
바쿠
- EU (일반 대표부)
- 다게스탄
- 북마케도니아 (경제 사무소)
- 북키프로스 (대표부)
- 타타르 공화국

## 총영사관
| 간자 - 조지아 - 튀르키예 | 나히체반 - 이란 - 튀르키예 |

## 비상주공관
아래와 같은 비상주공관들은 아제르바이잔으로 파견한 대사관들이다. 옆에 병기한 도시는 각 도시마다 목록으로 나열되어 있다.
| 앙카라 - 알바니아 - 오스트레일리아 - 방글라데시 - 보스니아 헤르체고비나 - 캐나다 - 칠레 - 덴마크 - 에티오피아 - 아일랜드 - 북마케도니아 - 몽골 - 몬테네그로 - 뉴질랜드 - 오만 - 페루 - 필리핀 - 슬로베니아 - 남아프리카 공화국 - 태국 | 모스크바 - 앙골라 - 베냉 - 카메룬 - 코트디부아르 - 지부티 - 에콰도르 - 적도 기니 - 에리트레아 - 가나 - 과테말라 - 기니 - 기니비사우 - 아이슬란드 - 마다가스카르 - 말리 - 몰타 - 모리타니 - 네팔 - 파라과이 - 슬로바키아 - 베트남 - 잠비아 - 짐바브웨 | 테헤란 - 케냐 - 나이지리아 - 스리랑카 - 시리아 - 우루과이 - 베네수엘라 - 예멘 | 기타 도시들 - 부르키나파소 (리야드) - 핀란드 (헬싱키) † - 바티칸 (트빌리시) - 레소토 (베를린) - 몰디브 (이슬라마바드) - 세인트빈센트 그레나딘 (런던) - 싱가포르 (싱가포르) - 세이셸 (아부다비) † 대사관 파견지는 조지아 |

## 같이 보기
- 아제르바이잔의 재외공관 목록
- 아제르바이잔의 대외 관계